# Gymnastes riedeli
Gymnastes riedeli là một loài ruồi trong họ Limoniidae. Chúng phân bố ở miền Australasia.